# Gälknoeker
Gälknoeker, auch Gäälknœker, Gelknœcker, Gälknöker oder Gälknocker, ist eine niederdeutsche Sagengestalt, die in der Rostocker Heide beheimatet ist.

## Beschreibung
Der Name der Sagengestalt leitet sich vom niederdeutschen Ausdruck Gäl- für Gelb- und -knœker, zu Hochdeutsch -knocher, ab. Um 1887 berichtete ein etwa 80-jähriger Arbeiter aus Wöpkendorf Richard Wossidlo von der Sage, die Wossidlo später aufzeichnete. Nach dem Mecklenburgischen Wörterbuch von Hermann Teuchert und Richard Wossidlo gibt es keine weitere deutsche Sagengestalt, die dem Gälknoeker ähnlich ist, Wossidlo sieht in ihr allerdings Ähnlichkeiten mit dem schlesischen Berggeist Rübezahl. Der Gälknœker soll wie ein Mensch ausgesehen haben, allerdings klein und dürr gewesen sein, seine gelbe Hautfarbe verlieh ihm seinen Namen, zudem war er sehr gelenkig.
Es wird außerdem vermutet, dass sein Name bezeugt, er habe keine Knochen gehabt und sei ein Gespenst gewesen. Andere glauben, er habe eine böse Vorgeschichte und möglicherweise jemanden umgebracht, weshalb er zurückgezogen in dem Berg lebt. Als Spukgestalt ist er vor allem Kindern und Frauen ein Schrecken, er spielt viele Streich, stößt Heuhaufen um, scheidet Senf aus und kann Wirbelwinde erzeugen. Doch armen und kranken Menschen ist er zugetan und hilft ihnen mit Geld aus. Erschlagen wurde er von einem rätselhaften Wesen namens Burrerbuck, Burra oder Burrjahn. Anderen Sagen zufolge wurde er bei einem Gewitter vom Blitz erschlagen.
Seine Behausung wird zumeist zwischen Behnkenhagen bei Rövershagen und Blankenhagen auf dem Heid’berg verortet bzw. dem naheliegenden Gälknœkerberg. Da der Gälknœkerberg allerdings niedergepflügt wurde, soll er anschließend seine Wohnung im Bucksbrauk zwischen Dammerstorf und Dänschenburg gehabt haben.

## Trivia
Seit 2003 ist eine Skulptur des Gälknoekers auf dem erweiterten Modellpfad des Forst- und Köhlerhof Wiethagen aufgestellt.